# Incidenti degli schiaffi

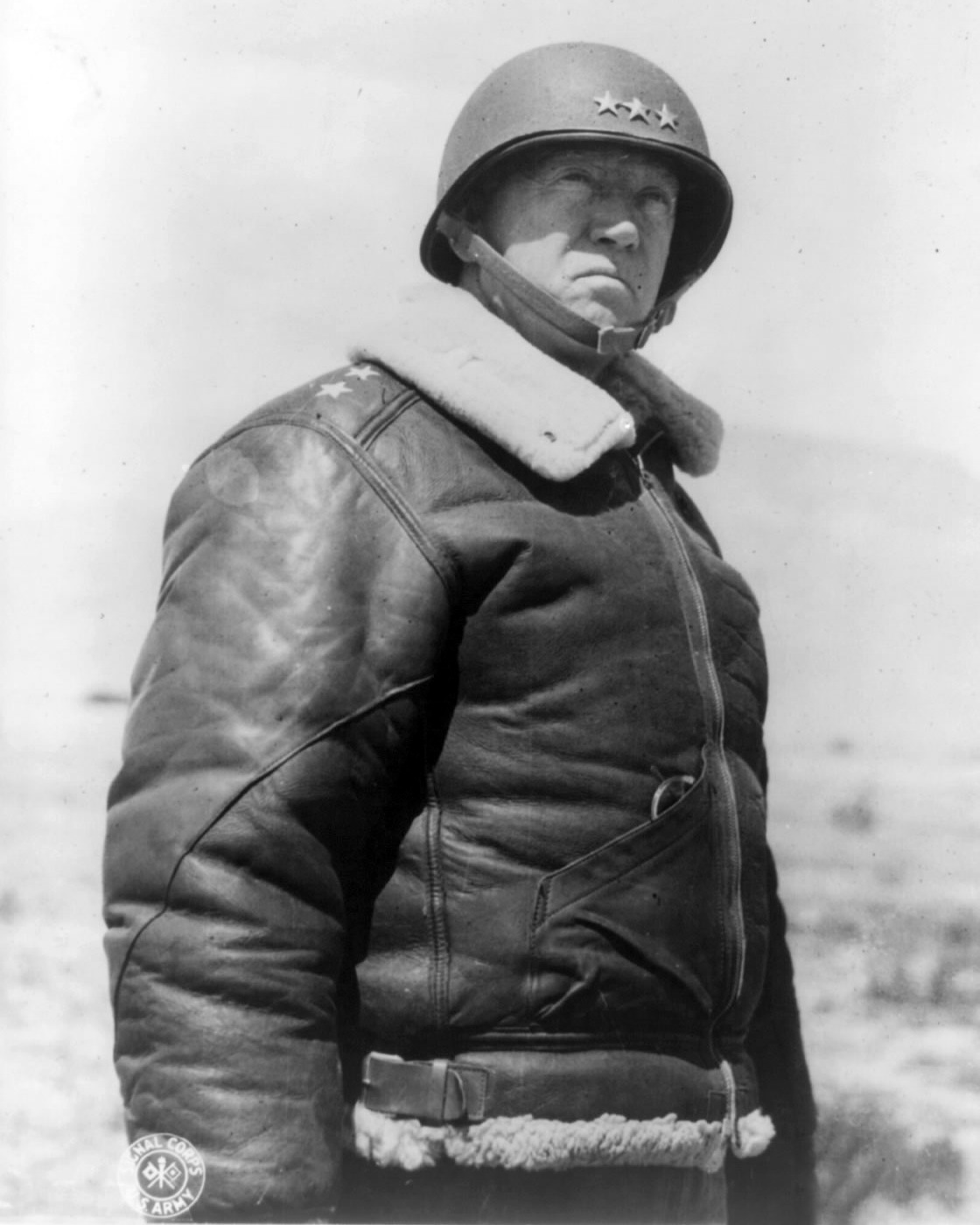
Il tenente generale George S. Patton, comandante della Seventh United States Army, nel 1943

I cosiddetti "incidenti degli schiaffi" furono due episodi avvenuti il 3 e il 10 agosto 1943 durante gli eventi della campagna di Sicilia della seconda guerra mondiale e che videro protagonista il generale statunitense George Smith Patton, all'epoca comandante della Seventh United States Army impegnata nella campagna.
Il 3 agosto Patton, in visita a un ospedale da campo nei pressi di Nicosia, aggredì il soldato semplice Charles Herman Kuhl (1915-1971) che qui si trovava ricoverato con una diagnosi di "esaurimento", ovvero di disturbo da stress post-traumatico: in ragione del fatto che il militare non presentava alcuna ferita fisica, Patton lo apostrofò definendolo un codardo, lo schiaffeggiò e lo trascinò a forza fuori dalla tenda-ospedale ordinando ai medici di non ammetterlo più e di rimandarlo al fronte; Kuhl fu portato dal personale medico in un'altra tenda e tenuto ricoverato dopo che si scoprì essere affetto anche da malaria. Il 10 agosto un episodio del tutto analogo si verificò quando Patton visitò un secondo ospedale: il soldato semplice Paul Grady Bennett (1922-1973), febbricitante e in preda a uno stress post traumatico ma privo di ferite fisiche, fu preso a schiaffi e portato fuori di peso dalla tenda da Patton, il quale arrivò a estrarre la sua pistola minacciando di giustiziarlo sul posto; il comandante dell'ospedale, colonnello Donald E. Currier, dovette intervenire per separare fisicamente i due.
Le proteste inoltrate dal personale medico presente agli incidenti e l'attenzione da parte dell'opinione pubblica obbligarono il superiore di Patton, il comandante in capo delle forze alleate generale Dwight Eisenhower, a prendere provvedimenti: Patton fu obbligato a scusarsi personalmente con i due soldati coinvolti negli incidenti, e la sua Seventh Army fu relegata al compito di presidio della Sicilia venendo esclusa da ulteriori operazioni nell'ambito della campagna d'Italia; Patton fu poi richiamato dal teatro operativo e più avanti assunse il comando della Third United States Army durante la campagna in Francia, ma per la conduzione delle forze statunitensi durante lo sbarco in Normandia gli fu preferito il generale Omar Bradley, in precedenza un suo subordinato.
Questi "incidenti" verranno poi narrati in Patton, generale d'acciaio, film del 1970 diretto da Franklin Schaffner.